# Bukovec (district de Košice-okolie)
Pour les articles homonymes, voir Bukovec.
Bukovec (allemand : Buchberg bei Kaschau, hongrois : Idabukócz) est un village de Slovaquie situé dans la région de Košice.

## Histoire
Première mention écrite du village en 1609.
La localité fut annexée par la Hongrie après le premier arbitrage de Vienne le 2 novembre 1938. En 1938, on comptait 605 habitants. Elle faisait partie du district de Košice, en hongrois Kassai járás. Durant la période 1938 -1945, le nom hongrois Idabukóc était d'usage. À la libération, la commune a été réintégrée dans la Tchécoslovaquie reconstituée.

## Démographie

### Évolution de la population
| Année:               | 1994. | 2004.    | 2014. | 2024.   |
| -------------------- | ----- | -------- | ----- | ------- |
| Nombre de personnes: | 594   | 700      | 805   | 881     |
| Différence:          |       | +17,84 % | +15 % | +9,44 % |

| Année:               | 2023. | 2024.   |
| -------------------- | ----- | ------- |
| Nombre de personnes: | 856   | 881     |
| Différence:          |       | +2,92 % |

## Curiosités
Deux lacs se situent à proximité du village. Le premier en amont sert de réserve d'eau potable pour la ville de Košice et est pour cette raison difficilement accessible. Le second est un endroit de villégiature apprécié par les habitants de Košice.